# Kolegiata św. Antoniego w Sokółce
Kolegiata pw. św. Antoniego w Sokółce i Sanktuarium Cudu Eucharystycznego w Sokółce – zabytkowa świątynia rzymskokatolicka, należąca do parafii pw. św. Antoniego w Sokółce, położona w Sokółce, zbudowana w latach 1840–1848 w stylu klasycystycznym z dwiema wieżami, dzięki staraniom dziekana księdza Józefa Kryszczuna.

## Historia
W dniu 9 czerwca 1850 roku kościół konsekrował bp wileński Wacław Żyliński. Dziekan ks. Anzelm Noniewicz świątynię tę w latach 1901–1904 powiększył, dodając w tym samym stylu dwie nawy i kaplice boczne, a także zakrystię za ołtarzem głównym i pomieszczenia pomocnicze. Od 9 kwietnia (Wielki Czwartek) 2009 siedziba Sokólskiej Kapituły Kolegiackiej.

## Cud eucharystyczny

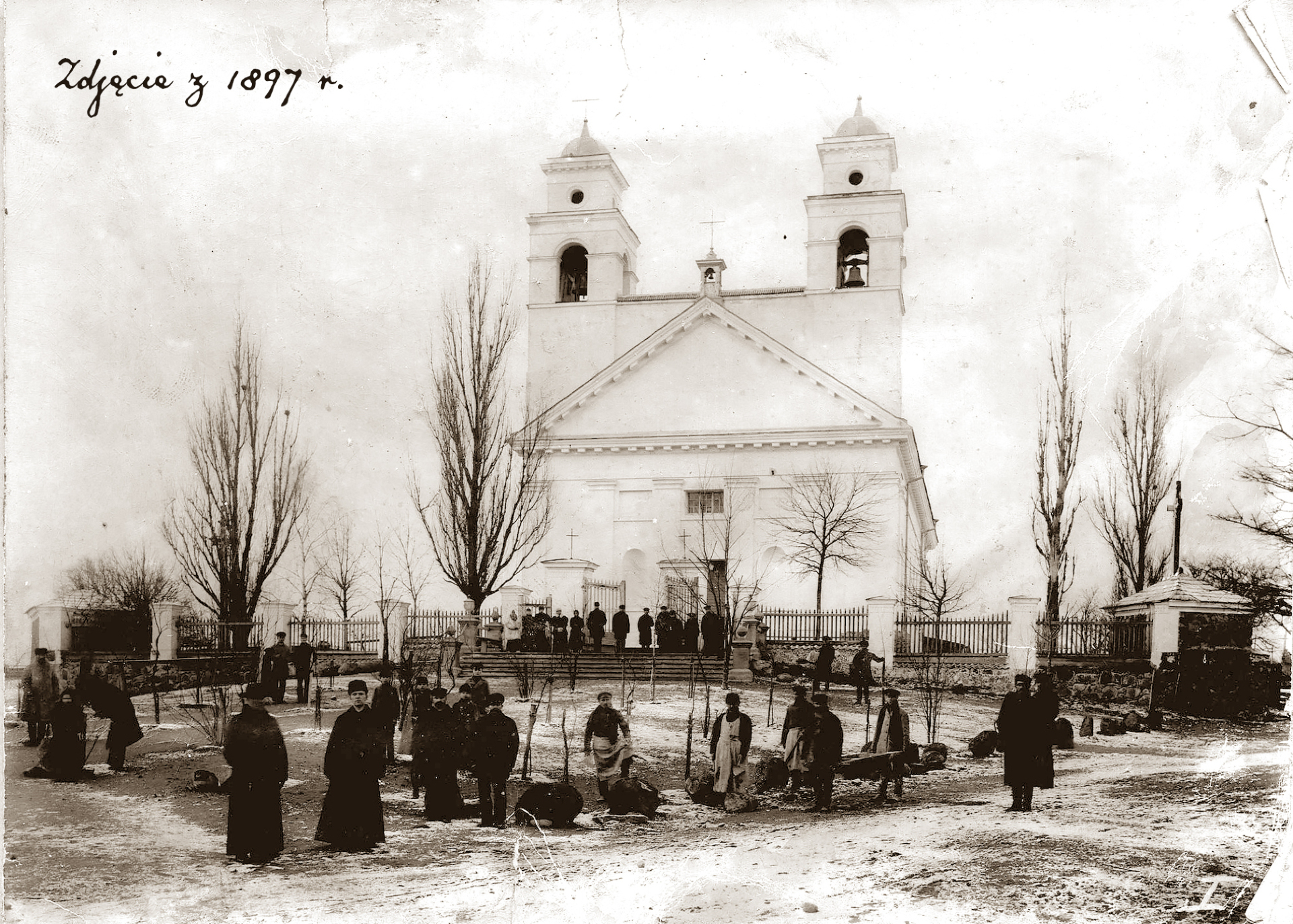
kościół w roku 1897

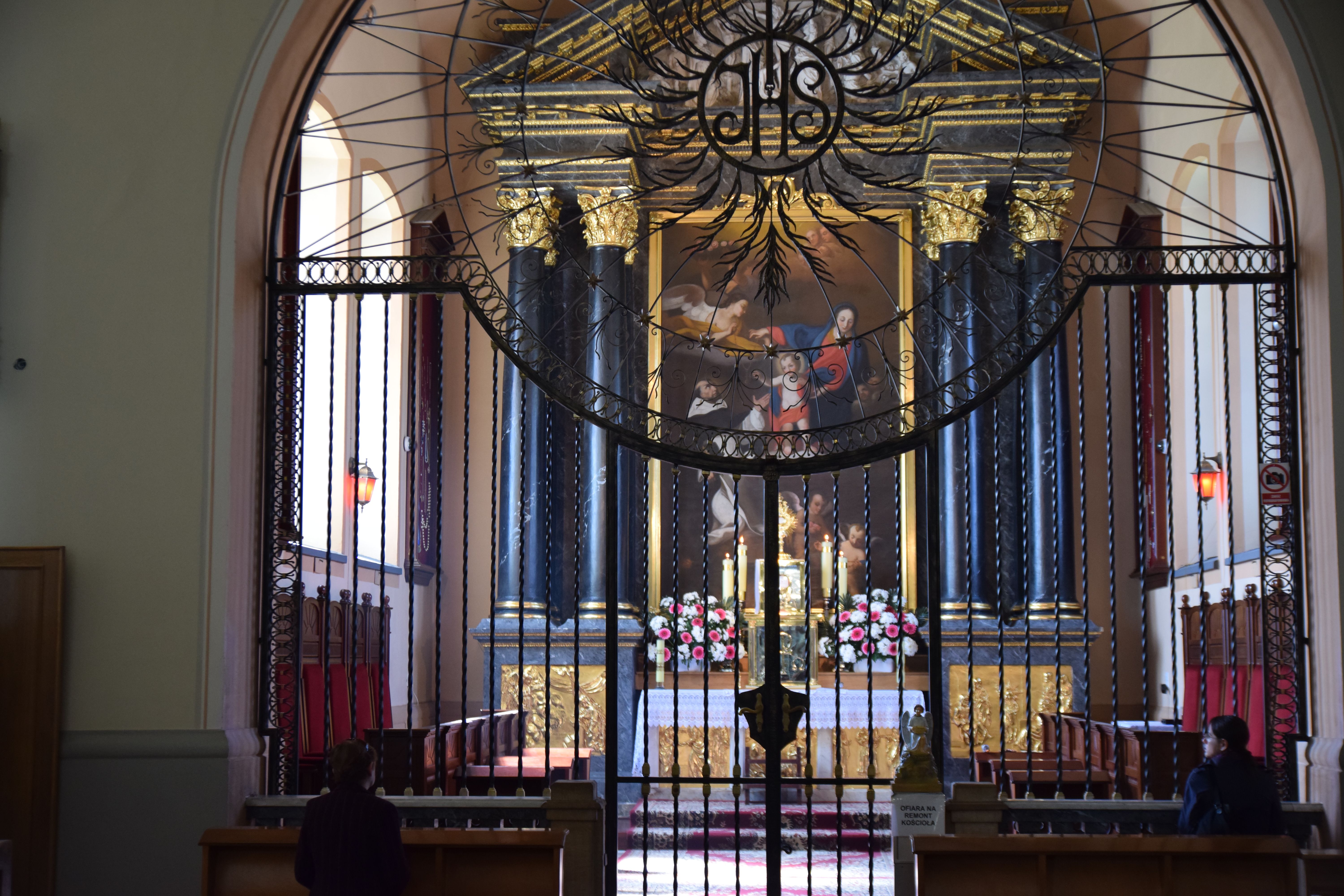
Wnętrze świątyni – kaplica Matki Bożej Różańcowej

### Geneza
12 października 2008 podczas udzielania Komunii ks. wikariusz Jacek Ingielewicz podniósł z posadzki lekko ubrudzoną hostię, którą wskazała mu kobieta oczekująca na Komunię Świętą. Zgodnie z ustalonymi przepisami liturgicznymi, komunikant umieszczono w wypełnionym wodą vasculum, w którym miał się rozpuścić. Naczynie zamknięto w sejfie w zakrystii. Po tygodniu w naczyniu na zanurzonej hostii znaleziono plamę sprawiającą wrażenie krwi. 30 października 2008 hostię wyjęto i położono na korporale, na którym pozostał czerwony ślad.

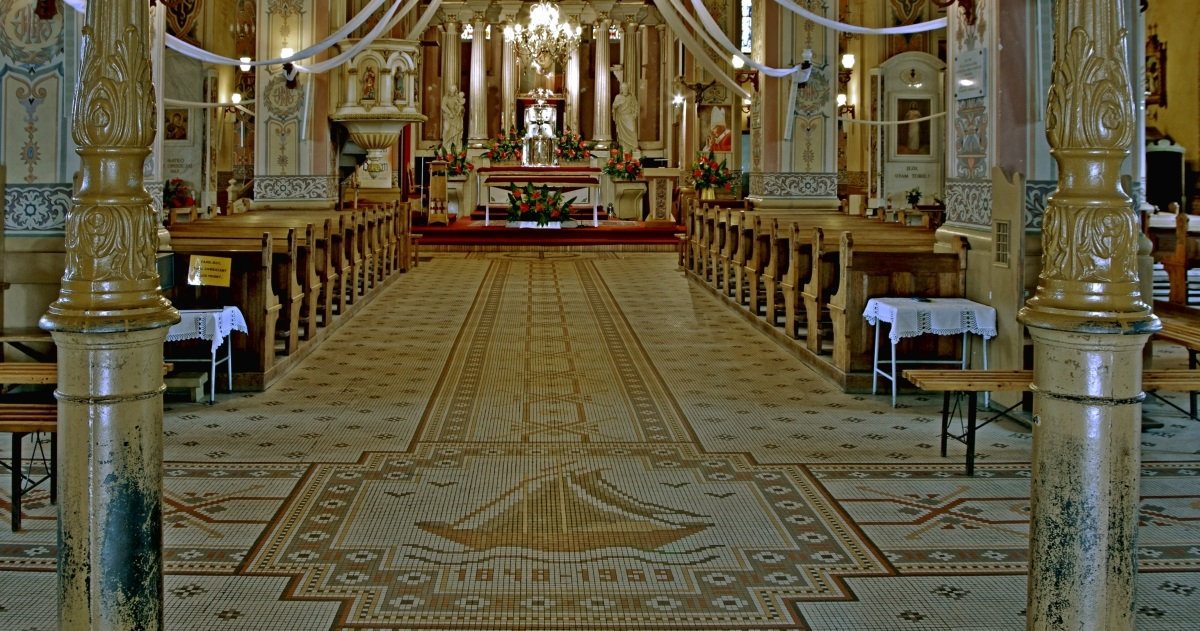
Wnętrze świątyni

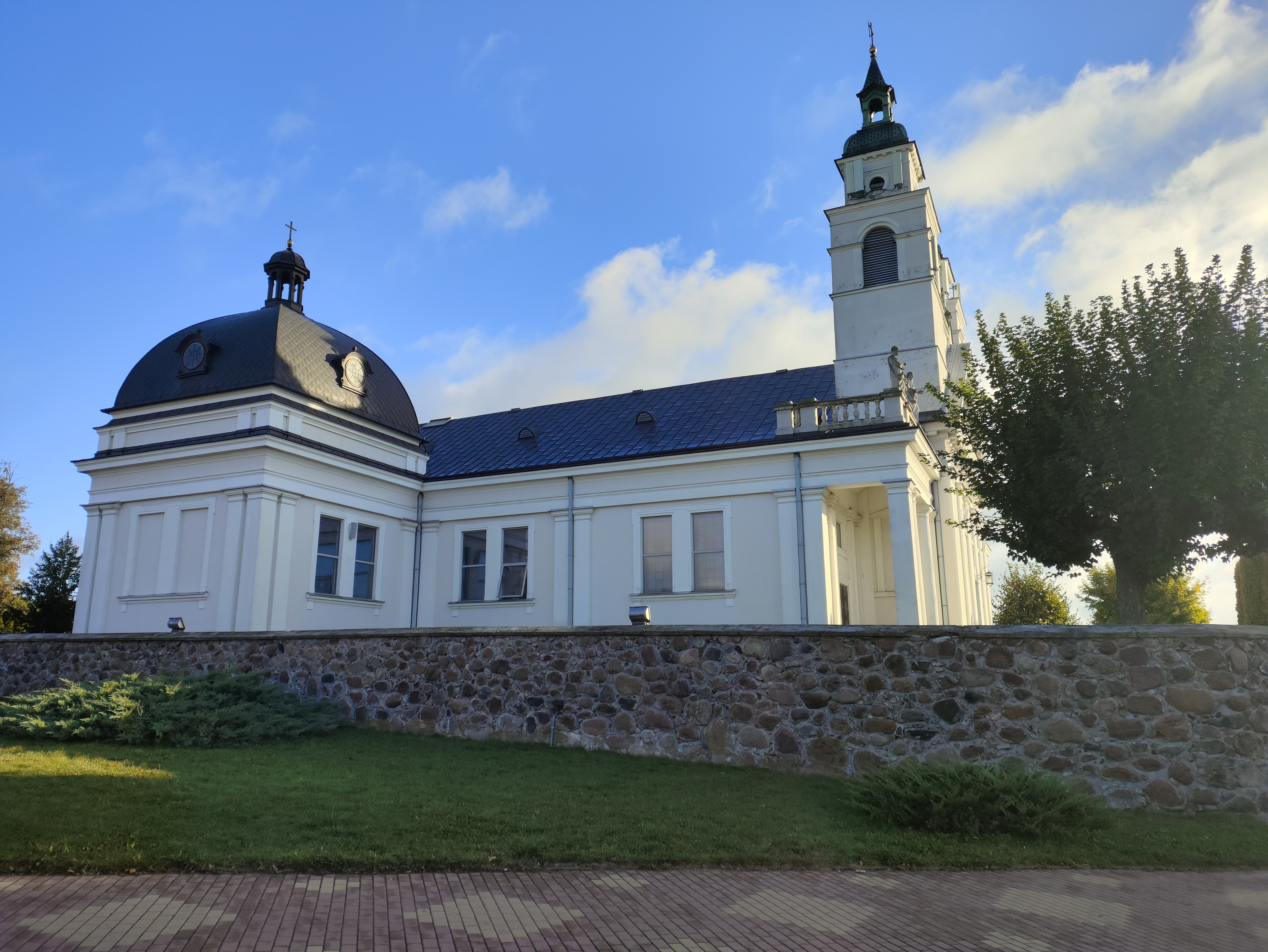
widok od boku

### Badanie naukowe
Powiadomiona o zdarzeniu białostocka kuria biskupia zleciła badanie próbek hostii przez dwóch patomorfologów (prof. Stanisław Sulkowski i prof. Maria Sobaniec-Łotowska) z Uniwersytetu Medycznego w Białymstoku, którzy zgodnie orzekli, że 

„przysłany do oceny materiał (...) wskazuje na tkankę mięśnia sercowego, a przynajmniej, ze wszystkich tkanek żywych organizmu najbardziej ją przypomina”. Prof. Sobaniec-Łotowska opisała wyniki badań następująco: „Pobrany z korporału fragment materiału badaliśmy histologicznie, (…) z użyciem mikroskopu optycznego, czyli świetlnego, i ultrasonograficznie, (…) z użyciem mikroskopu elektronowego transmisyjnego (…), obserwowaliśmy zjawisko wzajemnego przenikania się struktury komunikantu z włóknami mięśnia serca. Tkanka, która pojawiła się na Hostii, była z nią w sposób bardzo ścisły, nierozerwalny złączona, co jest ważnym dowodem, że nie mogło tu być jakiejkolwiek ludzkiej ingerencji. (…) cytoplazma fragmentów włókien mięśniowych, wtopionych w podłoże mogące odpowiadać strukturze Hostii, w barwieniu hematoksyliną Mayera i eozyną barwiła się na rożowo, ogniskowo dość intensywnie. Natomiast jądra komórkowe, położone głównie centralnie (…) na granatowo. Otóż centralne położenie jąder komórkowych wskazuje, że jest to mięsień serca ludzkiego. (…) obserwowaliśmy cechy wyraźniej nasilonej segmentacji włókien, to jest uszkodzenie komórek w miejscu wstawek (czyli struktur charakterystycznych dla mięśnia sercowego), i fragmentacji – to są uszkodzenia włókien poza wstawkami; również na przebiegu pojedynczych włókien znajdowaliśmy obrazy mogące odpowiadać węzłom skurczu. Takie zmiany powstają jedynie we włóknach niemartwiczych i odzwierciedlają skurcze mięśnia serca w okresie przedśmiertnym, to jest agonalnym”.

### Reakcje społeczne

#### Stanowisko Uniwersytetu Medycznego w Białymstoku

##### Artykuł prasowy
29 października 2009 r. Super Express opublikował wypowiedź ówczesnego szefa Zakładu Patomorfologii i rzecznika prasowego Białostockiego Uniwersytetu Medycznego, prof. Lecha Chyczewskiego, w której zakwestionował on sposób przeprowadzonych wcześniej badań, które 

„nie mogły dowieść, że na hostii pojawiło się ludzkie serce. Pani profesor zobaczyła na hostii to, co chciała zobaczyć. To osoba bardzo emocjonalnie traktująca religię.”

Autorzy artykułu stwierdzili: „Jak potwierdzają nam najlepsi w Polsce specjaliści z dziedziny biologii i medycyny, zabarwienie hostii na czerwono to efekt działania bakterii zwanych pałeczką krwawą, a nie żadna przemiana w ciało Chrystusa.” Eksperci krytykowali badania Sulkowskiego i Sobaniec-Łotowskiej za nieprzeprowadzenie badań genetyczno-molekularnych, emocjonalne traktowanie religii przez tę drugą), nieustalenie do przedstawiciela jakiego gatunku miałaby należeć tkanka.

##### Oficjalne stanowisko
Uniwersytet Medyczny w Białymstoku odciął się w oficjalnym stanowisku od badań przeprowadzonych przez prof. Sulkowskiego i prof. Sobaniec-Łotowską i podkreślił, że uczelnia ich nie firmuje. Stanowisko zostało przesłane do Polskiej Agencji Prasowej.

#### Przekazanie informacji do mediów
Do końca września 2009 r. informacje o badaniach stwierdzających obecność tkanki mięśnia sercowego kuria starała się utrzymywać w tajemnicy, po czym poinformowała o niej lokalne i ogólnopolskie media, nazywając to zdarzenie cudem eucharystycznym. 

#### Reakcja Polskiego Stowarzyszenia Racjonalistów
W związku z informacją o znalezieniu fragmentu ludzkiego serca, 1 października 2009 Polskie Stowarzyszenie Racjonalistów złożyło doniesienie do prokuratury o znalezieniu i zbezczeszczeniu ludzkich szczątków w tym kościele. Postępowanie zostało umorzone przez prokuratora z Prokuratury Rejonowej w Sokółce w związku z nieznalezieniem dowodów na popełnienie przestępstwa.

#### Stanowisko Kościoła Katolickiego

##### Komisja powołana przez kurię
Powołana przez kurię komisja stwierdziła, że badana przez ekspertów próbka pochodziła z Komunii Świętej pozostawionej na korporale w tabernakulum; komisja nie stwierdziła również ingerencji osób postronnych. W październiku 2009 akta sprawy zostały przekazane do Nuncjatury Apostolskiej w Warszawie.
Prof. Karol Śliwka, kierownik Zakładu Medycyny Sądowej w Bydgoszczy, zgłosił gotowość wykonania szczegółowych badań:

Badanie DNA precyzyjnie wskazałoby, czy tkanka, która została przebadana, jest ludzka czy zwierzęca i czy to materiał męski czy żeński. Z dużą dozą prawdopodobieństwa określilibyśmy, z jakiego rejonu świata pochodzi. Rozwialibyśmy wszelkie wątpliwości.

Jednakże metropolita białostocki abp Edward Ozorowski nie był zainteresowany przeprowadzeniem szczegółowych badań molekularnych materiału. Argumentował, że: „przyszłe wydarzenia, które pojawią się wokół tego zjawiska, podpowiedzą, jak ten znak należy interpretować”. Dokumentacji z badaniami do Watykanu jednak nie przekazał. Natomiast jak relacjonuje prof. Chyczewski:

Arcybiskup nie był zainteresowany przeprowadzeniem takich badań. Usłyszałem, że skoro zachodzi okoliczność cudownego pochodzenia tego materiału, to nie należy już tego męczyć.

##### Oficjalne stanowisko
Kościół oficjalnie nie potwierdza cudu eucharystycznego, a duchowni apelują do wiernych o wstrzemięźliwość w wydawaniu własnych osądów oraz o modlitwę, choć jak zaznaczono, „wydarzenie z Sokółki nie sprzeciwia się wierze Kościoła, a raczej ją potwierdza”.

### Następstwa
2 października 2011 Eucharystię wystawiono w relikwiarzu na widok publiczny do nawy kościoła.
S. Julia Dubowska ze Zgromadzenia Sióstr Służebnic Jezusa w Eucharystii udzieliła wywiadu, który zarejestrowany został przez realizatorów dokumentu Ja Jestem zrealizowanego w 2012 przez filmowców Macieja Bodasińskiego i Lecha Dokowicza. W filmie udostępniono materiał zarejestrowany podczas oficjalnych uroczystości kościelnych w 2011 z fragmentem homilii abpa Edwarda Ozorowskiego, miejscowego metropolity.

#### Ustanowienie sanktuarium
9 kwietnia 2009 kościół pw. św. Antoniego w Sokółce został podniesiony do rangi kościoła kolegiackiego i została przy nim ustanowiona Kapituła Kolegiacka Najświętszego Sakramentu. 25 marca 2017 kolegiata została podniesiona do rangi sanktuarium.